# Bøvling Amt
Bøvling Amt blev oprettet 1662 og ophørte 1793. Amtstuen var i Ringkøbing. Fra 1671 blev amtet ofte forenet med Lundenæs Amt.
Amtet bestod af 5 herreder:
- Ginding Herred
- Hind Herred med købstaden Ringkøbing
- Skodborg Herred med købstaden Lemvig
- Ulfborg Herred
- Vandfuld Herred

## Amtmænd
- 1664 – 1671: Henrik Ruse
- 1749 – 1773: Peter de Albertin
- 1773 – 1794: Kristian Frederik Hansen